# Joaquín Cardiel
Joaquín Cardiel Jericó, (Zaragoza, 2 de junio de 1965) es un músico español. Fue bajista del grupo Héroes del Silencio, donde también hacía los coros.

## Biografía
Joaquín empezó en la música muy temprano. Sus grupos favoritos son AC/DC, Led Zeppelin, Status Quo, etc.
Empezó tocando la guitarra en "Edición Fría" y "Tres de Ellos". En 1985 se une a Héroes del Silencio tocando el bajo.
Es el único de los integrantes que no dejó los estudios ya que terminó la carrera de Ciencias Químicas sin perder ningún curso en 1988, justo cuando el grupo empezaba ya a tener cierto éxito.

## Tras la separación de Héroes
Tras la separación de los Héroes del Silencio, Joaquín Cardiel en 1996 se mete a trabajar en su ordenador, y saca a la venta junto a la revista pc-manía un CD-ROM llamado El refugio interior. En este año también saca una web junto a algunos amigos, la "Isla del silencio", web oficial del grupo
En 1997, colabora haciendo los arreglos en el primer disco solista de Bunbury Radical Sonora
En 1998, hace la musicalización del disco La carta del indio salvaje, un disco donde se lee una carta en español y en inglés (voz de Constantino Romero), en una campaña para la liberación de Leonard Peltier, un preso indio condenado a doble cadena perpetua, y pasa algún tiempo en las reservas indígenas.
En 1999, colabora con Pedro Andreu, diseñando la portada del disco Donde el corazón me lleve. Además de colaborar con Alan Boguslavsky, en la pista 7 Roses in the garden del disco Bogusflow.
En el 2000 según una pregunta que le hicieron a Enrique Bunbury en el Diván sobre qué era lo que hacia Joaquín Cardiel en ese momento, él contestó que lo vio por última vez preparando la defensa para uno de los juicios que tenían Héroes del Silencio por mal comportamiento. En ese mismo año el 23 de febrero nació su hijo Yerai Cardiel.
En el año 2001, trabajó en la elaboración del libro de fotos 84-96 de Héroes del Silencio, así como en el disco Canciones 1984-1996 también y en la promoción de los mismos. 
En el año 2007 colaboró gratuitamente en el Disco Natural de Aragón, impulsado por el Departamento de Medio Ambiente del Gobierno de Aragón con el fin de dar a conocer los valores de la naturaleza aragonesa, con una canción de elaboración propia Palabras, inspirada en el sonido de la berrea de los ciervos de la Sierra de Albarracín. 
En 2007 participó, con el resto del grupo, en la reunificación de la banda para la gira de despedida Héroes del Silencio Tour 2007, con la que pusieron punto final a su carrera.
En diciembre de 2014 publicó en formato digital su primer EP como solista, Palabras, integrado por cuatro canciones: Magia, Dame un beso, A todo gas y Palabras. Todas las composiciones son obra de Joaquín Cardiel, quien además ha tocado todos los instrumentos, salvo las baterías, de las que se ha encargado, curiosamente, el baterista de la banda de Bunbury, Ramón Gacías. La canción que da título al EP, Palabras, fue ya editada años atrás, concretamente en 2006, en un recopilatorio sobre la escena musical aragonesa en el que también aparecieron el propio Bunbury, Niños del Brasil, Ángel Petisme, Tako y Carmen París.
- Datos: Q3393521